# Gerberga I (opatka w Gandersheim)
Gerberga I (ur. 840-850 r.; zm. 5 września 896 lub 897 r.) – opatka klasztoru w Gandersheim.
Gerberga była córką księcia Ludolfa i Ody z dynastii Billungów. Po śmierci starszej siostry Hatumody w 874 r. została opatką w Gandersheim i pełniła ten urząd do śmierci.
Hrotsvitha z Gandersheim w swojej historii klasztoru w Ganderheim pisze, że Gerberga była zaręczona ze szlachcicem Bernardem, ale zerwała zaręczyny, gdy usłyszała zakonne powołanie, a jej narzeczony miał później polec w bitwie. Współcześni badacze nie dają wiary tej opowieści ze względu na znaczny odstęp czasowy pomiędzy Gerbergą a urodzoną kilkadziesiąt lat po jej śmierci Hrotsvithą.

## Literatura
- Winfrid Glocker: Die Verwandten der Ottonen und ihre Bedeutung in der Politik, Böhlau Verlag Köln 1989, ISBN 3-412-12788-4